# تيرادينتيس
جْوَاكيمْ جُوزَا دا سِيلْڤا شَاڤِيَّرْ (بالبرتغالية: Joaquim José da Silva Xavier؛ 12 نوفمبر 1746 –  21 أبريل 1792) الشهير تِيْرَادَينْتِيس (Tiradentes وينطق بالبرتغالية البرازيلية: تْشِيرادَينْتْشِس) كان من قادة الحركة الثورية البرازيلية المعروفة باسم حركة عدم الثقة (Inconfidencia Mineira انْكُونْفَيدَينْسِيا مِيْنَيْرا)، التي غرضها الاستقلال التام عن السلطة البرتغالية الاستعمارية وإنشاء جمهورية برازيلية.
عندما كشفت السلطات عن خطة المنفصلين، اُعتقل تيرادينتِيس وحوكم وأعدم شنقا أمام الملأ.
منذ إعلان جمهورية ولايات البرازيل المتحدة، يعتبر تيرادينتِيس بطلا قوميا للبرازيل.

## نشأة
ولد تيرادينتيس في عائلة فقيرة في مزرعة في پومبال ريتابوليس، قرب ساو جواو دال راي بولاية ميناس جرايس. بعد وفاة والدته سنة 1755 ثم والده عام 1757، تبناه عرابه وانتقل إلى فيلا ريكا (التي اسمها الآن أورو براتو).
رباه معلم عمل جراحا. لم يمنع تيرادينتيس افتقاره للتعليم النظامي من العمل في مجالات كثيرة، بما فيها طب الأسنان: «تيرادينتيس» (Tiradentes) معناه «خالع الأضراس» وهو لقب مهين اعتمد خلال المحاكمة ضده (وهو معروف الآن باسم تيرادينتيس ولم يعد مهينا). مارس كذلك مهن منوعة مثل رعاية الأغنام والتعدين.

## فكر سياسي

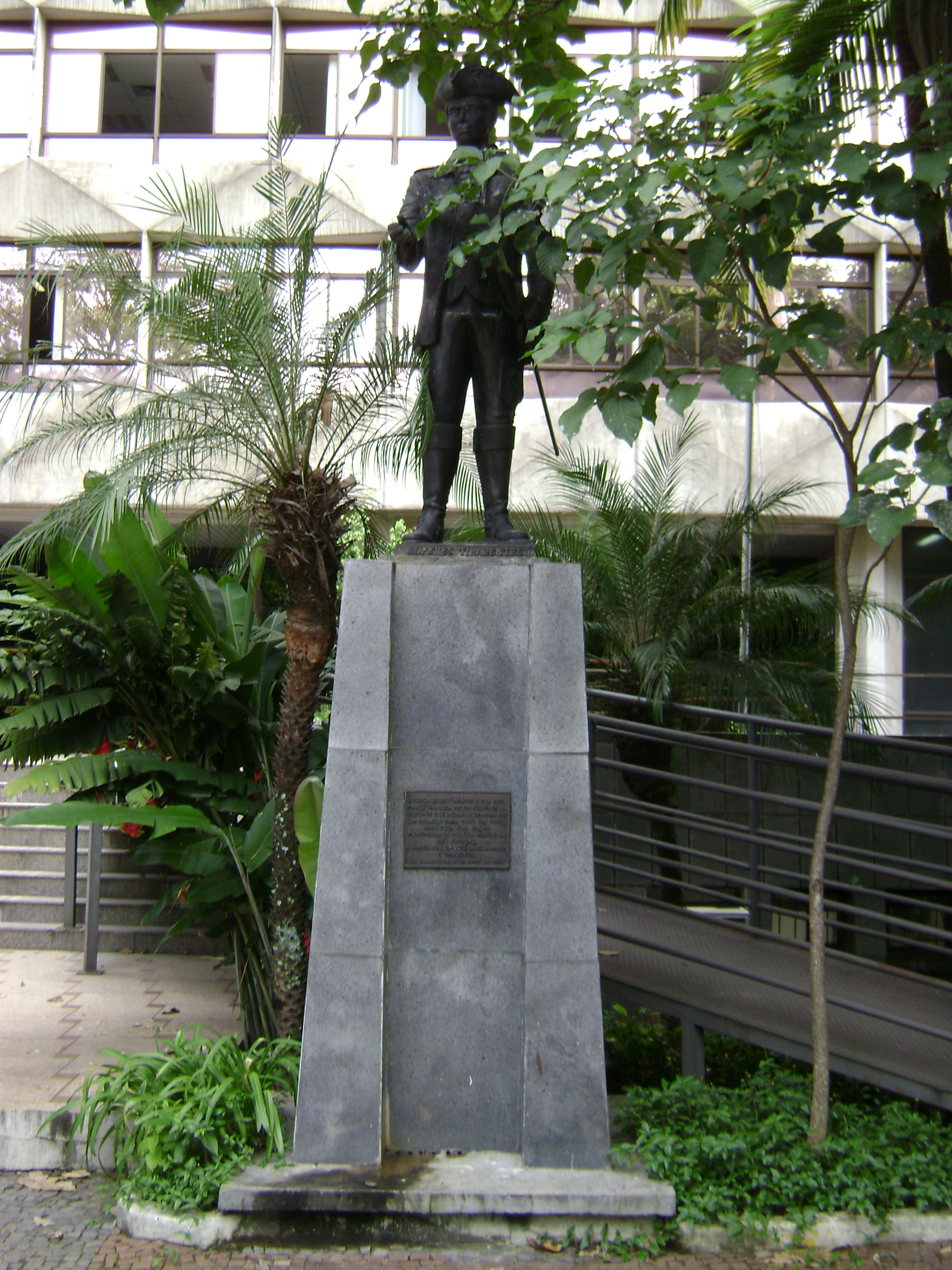
تمثال لتيرادينتيس في بيلو هوريزونتي ميناس جرايس

طبق المعارف التي جمعها عن المعادن وهو يعمل معدنا ليدخل الخدمة العامة كمساح التضاريس.
بعد ذلك، انضم إلى كتيبة فرسان ميناس جرايس، حيث أعطي زمام فرع وأوفد لمدن على «الطريق الجديد» المعروف اليوم باسم طريق الملكي (Estrada Real اِسْتْرَادَا هَيَاو) الذي واصل ڤيلا ريكا (عاصمة ميناس جرايس آنذاك) بمدينة ريو دي جانيرو وينتقل الذهب عبره إلى الشاطئ ليُشحن نهائيا إلى البرتغال.
مع الوقت، وهو يلاحظ قدر روج البضائع على الطريق الجديد، فأخذ تيرادينتيس يرتئي التصدير الضخم من الذهب والمواد القيمة الأخرى إلى عاصمة الامبراطورية استغلالا أُخضع له الشعب البرازيلي. كذلك، سئم من رتبته الدنيا نسبيا (تُجاهل عن الترقية بانتظام إذ لم يكن عضوا من الأرستقراطية المحلية ولم يترق عن رتبة الفارس (alferes) وهي أدنى رتبة آنذاك) وثم من طرده من منصبه القيادي.

علم الجمهورية البرازيلية، كما طرحه أعضاء حركة عدم الثقة.

من زياراته لمدينة ريو، تواصل مع ناس سكنوا في أوروبا جلبوا أفكارا انفتاحية تقدمية تحررية من هناك.
في 1788، قابل تيرادينتيس جوزا ألڤارز ماسيال وهو ابن قائد جيش ڤيلا ريكا وكان قد عاد من إنجلترا لتوه. وهما يقارنان التقدم البريطاني الصناعي بفقر البرازيل المستعمري، هما قررا أن يُنْشِئَا مجموعة من الطامحين للحرية. بقيادة رجال دين وبرازيليين آخرين ذوي الحضرة، مثل كلاوديو مانوال دا كوستا وتوماس أنطونيو گونزاگا (وهما خادمان عامان وكاتبان معروفان) وألڤارانگا پيشوتو (وهو رجل أعمال بارز)، فنشرت المجموعة أفكارها عند الناس.
كان طلب البرتغال على الذهب مرتفعا آنذاك، وإنتاجية المناجم البرازيلية تنخفض. كانت المستعمرة تخفق في تلبية الخامس (quinto كينتو) – وهو حصة الذهب التي يطالبها التاج – فارتفع الضغط من العاصمة الامبريالية. هذا أدى إلى سياسة السكب (derrama ديهاما) وهي جزية مُصادَرية إلى حد كبير أذكى تطبيقُها نيرانَ الفتنة.
تأثر تيرادينتيس بمؤلفات جان جاك روسو وبنجاح الثورة الأميركية، واكتشف  في ائتلاف حركة عدم الثقة، وهي حركة ثورية، أفرادا ذوي التفكير المماثل. تصور هؤلاء جمهورية برازيلية مستقلة، وعاصمتها ساو جواو دال راي وڤيلا ريكا عاصمتها العلمية الجامعية. العلم المطروح لهذه الجمهورية تكون من مثلث أخضر على خلفية بيضاء محاط بالشعار اللاتيني: «الحرية، ولو تأخرت» (Libertas Quae Sera Tamen ليبرتاس كواي سيرا تمان).

صار علم الحركة علم ولاية ميناس جرايس إلا أن لون المثلث تغير

## انكشاف ومحاكمة وإعدام

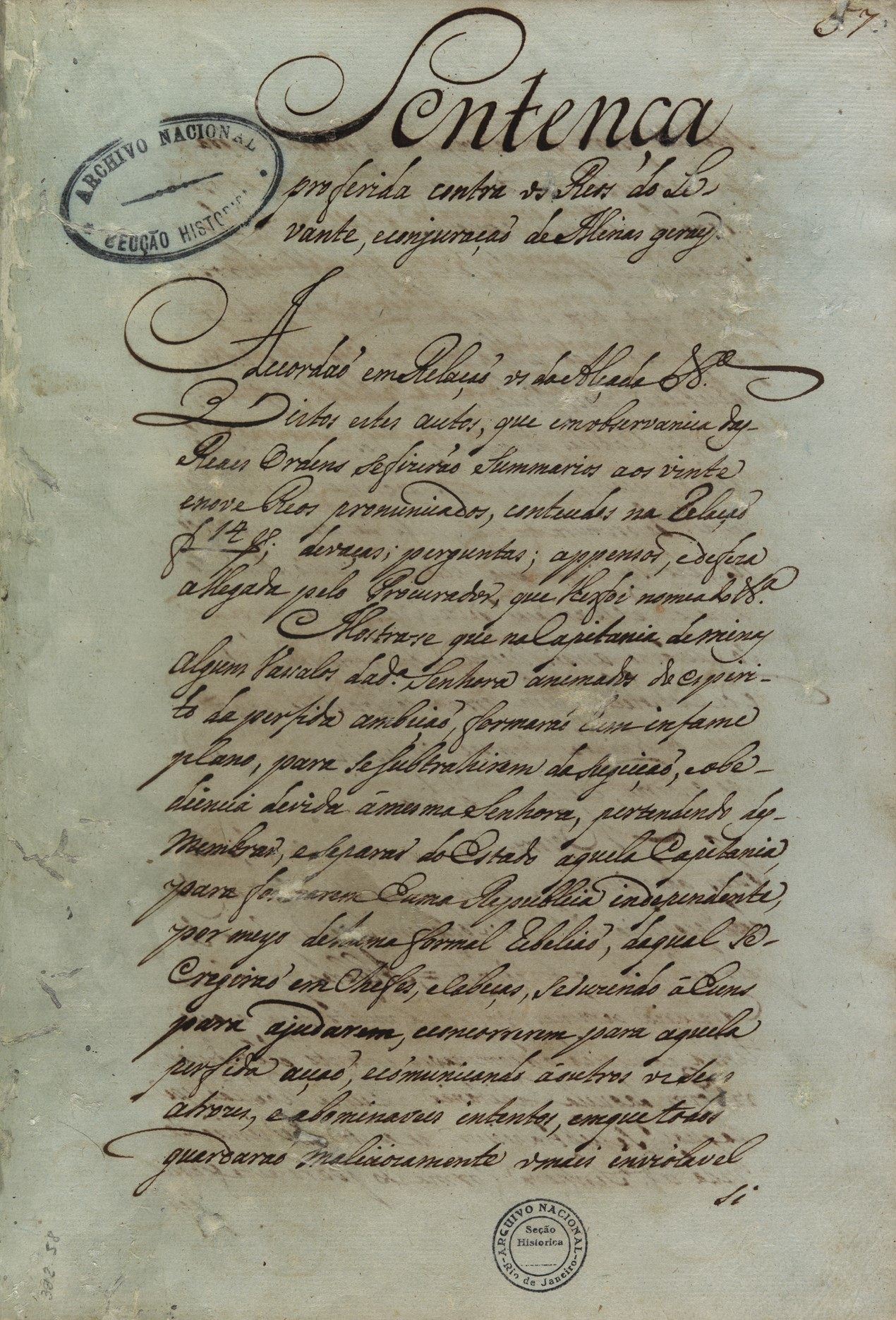
الحكم الصادر ضد تيرادينتيس، عام 1792

كانت خطة تيرادينتيس النزول في الشوارع نفرا يوم تطبيق سياسة السكب في فبراير 1789، موعد تقديم الضريبة إلى البرتغال عندما كانت مشاعر الثوران أقوى عند البرازيليين، إلا أن جواكيم سيلڤيرو دوس ريس وهو أحد المتآمرين كشف النقاب عن المخطط وخانهم خيانة مقابل الإعفاء من الضريبة.ألغى حاكم ميناس جرايس السكب وأمر بسجن المتمردين.
تم إجراء المحاكمة بعد ثلاث سنوات وحوكم تيرادينتيس بالإعدام، بالإضافة إلى عشرة رجال من الحركة آخرين. فيما بعد، خففت ملكة الامبراطورية البرتغالية ماريا الأولى الأحكام من الإعدام إلى النفي الدائم لكل المحكوم عليهم باستثناء تيرادينتيس، الذي أعلن مسؤوليته الكاملة عن الحركة.
سجن في ريو ثم شُنِقَ يوم 21 أبريل 1792، ثم أربعت جثته وأرسل أجزاء منها إلى ڤيلا ريكا لتعرض في الأماكن حيث كان يداول أفكاره التحررية.